# Yellow Tail

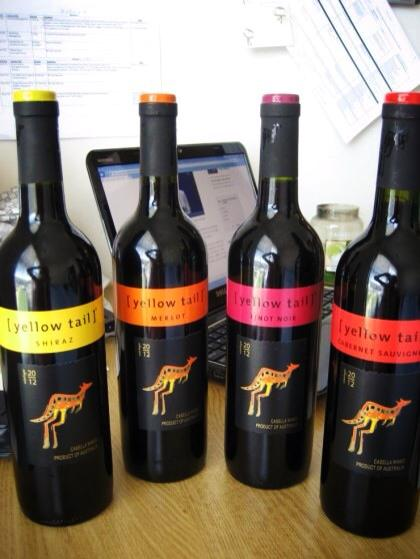
Vini di Yellow tail

Yellow Tail (graficamente stilizzato: [ yellow tail ])  (traducibile in italiano come: Coda gialla) è un marchio di vino prodotto da Casella Family Brands a Yenda in Australia.
Yellow Tail fu sviluppato nel 2000, in origine era messo in commercio per l'esportazione e divenne il primo vino importato negli Stati Uniti dal 2003.
Da quel momento la produzione fu incrementata di 10 volte arrivando a 300 milioni di litri.
Il nome prende origine dal wallaby delle rocce dai piedi gialli, un parente del canguro.

## Vigneto
Il vigneto aziendale ha un'estensione di circa 540 acri (~218 ettari), produce approssimativamente il 3% di tutto il vino, e si trova nella regione di Riverina, a Griffith nel Nuovo Galles del Sud.

## Vini
Approssimativamente 1/3 dell'uva che sono raccolte da Yellow Tail si trovano nei vigneti di Riverina in Australia.
Le altre provengono da altre vigne nell'Australia Sud-orientale.
Tutti i Vini Yellow Tail hanno la loro specifica etichetta colorata
Yellow Tail produce varietà di vino dai seguenti vitigni: Moscato, Riesling, Semillon, Sauvignon blanc, Pinot gris, Chardonnay, Pinot noir, Merlot, Grenache, Syrah e Cabernet Sauvignon oltre ai Rosé